# Rokokó Rosé
A Rokokó Rosé 2010-ben alakult, hosszúhetényi gyökerekkel rendelkező pécsi együttes. A zenekart hat lány alkotja. 
Pécsi, valamint budapesti klubkoncertjeik mellett, olyan fesztiválok fellépője is volt, mint a Pécsi Egyetemi Napok, az EFOTT, a Művészetek Völgye, az Ördögkatlan Fesztivál és a Sziget Fesztivál. Az együttes bemutatkozott már a 30Y és a Nemjuci előzenekaraként, valamint koncertezett Olaszországban, Szlovákiában és Lengyelországban is. 

## Zenéjük
Dalaik finom elegyét képezik az alter-, az etno- és az indie rocknak, melyet átitat a hegedűvel megtámogatott népzenei hangulat. Zenéjükben megtalálható könnyed témák mellett néha súlyosabb dimenziókba visz.

## Diszkográfia
- 2010 Rokokó Rosé (EP)
- 2012 Édes mostoha (EP)
- 2016 Mindenemet (EP)

## Videók
- Képzelet (live)
- Intro (live)

## Borprojekt
2013 novemberében elindult a Rokokó Rosé borprojekt, melynek keretében Szabó Zoltán borász, a zenekarról nevezte el rozéját. A névadást további programok és borkóstolóval egybekötött koncertek egészítették ki 2014 őszéig. 2015 június közepétől elérhető a második évjárat a Rokokó Rosé borprojekt vol. 2. keretében. 
- Borprojekt
- Zene és bor palackba zárva